# Корунець Ілько Вакулович
Ілько Вакулович Корунець  (15 лютого 1922, Семенівка (Лисянський район), Черкаська область — 18 листопада 2018, Київ) — український перекладач, літературний критик, мовознавець. Кандидат філологічних наук (1966). Заслужений працівник народної освіти України. Член Національної спілки письменників України. Професор Київського національного лінгвістичного університету.

## Життєпис
Народився 15 лютого 1922 року в селі Семенівка Лисянського району Черкаської області.
Закінчив Київський педагогічний інститут імені М. Горького (зараз — імені М. Драгоманова) 1950 року, за спеціальністю «вчитель іноземних мов (англійська та німецька мови)». У вищому навчальному закладі працював з 1959 року. 1955 року закінчив аспірантуру Київського державного університету імені Тараса Шевченка. 1966 року захистив кандидатську дисертацію на тему «Граматична форма й конструктивно значущі елементи словосполучень сучасної англійської мови». Має звання Doctor Honoris Causa (2002), член спілки письменників України за фахом: «художній переклад», «критика перекладу». Працював на посаді професора кафедри теорії та практики перекладу з 1991 року. У 1995—1998 роках був завідувачем кафедри теорії та практики перекладу. Викладав такі дисципліни: «Вступ до перекладознавства», «Практичний курс перекладу. Аспектний переклад», «Порівняльна типологія англійської та української мов», «Загальна теорія перекладу», «Мистецтво перекладу і теорія інтерпретації» на 1 та 3, 4 та 5 курсах, спецкурси та курси за вибором на 5 курсі (магістратура), а також в Інституті «Схід-Захід» та на факультеті післядипломної освіти. Здійснював наукове керівництво курсовими, дипломними, магістерськими роботами студентів. Здійснював керівництво перекладацькою практикою на 4 та 5 курсах, а також наукове керівництво аспірантами, 22 з яких успішно захистилися.

## Володіння мовами
Володів англійською, німецькою, італійською мовами. Перекладав з англійської, німецької та італійської мов твори М. Р. Ананда, Ф. Купера, Дж. Тріза, О. Вайльда, Ф. Сакетті, Дж. Родарі, В. Діснея та ін.

## Науковий доробок
Автор понад 100 наукових праць із перекладознавства, порівняльної типології, методики викладання. Автор художніх перекладів. Підготував 22 кандидатів філологічних наук. Автор підручників із перекладу і порівняльної типології 1986, 1995, 2002 та інших років видання.

## Смерть
Помер 18 листопада 2018 року на 97-му році життя у Києві.

### Основні публікації
- Волт Дісней. Великий дитячий словник (переклад з англійської Ілька Корунця). — К.: Веселка, 1993. — 120 с.
- Нарис з історії західноєвропейського та українського перекладу. — К.: КНЛУ, 2000. — 86 с.
- Розрізнення термінів «адекватний переклад», «еквівалентний переклад», «реалістичний переклад», «точний переклад» (до ідентифікації понять) // Наук. записки: Зб. наук. праць. — К.: Міжнар. інститут лінгвістики і права, 2001. — С. 289—291.
- Артюр Рембо мовою Шевченка. — К.: Всесвіт. — 2001. — № 7—8. — С. 146—151.
- Пауло Фрейре. Педагогіка душі (переклад з англійської Ілька Корунця). — К.: Веселка, 2003. — 102 с.
- Теорія і практика перекладу: Підручник. — Вінниця: Нова Книга, 2003. — 448 с.
- Просодійні елементи як об'єкт відтворення в перекладі // Всесвіт. — 2004. — № 9—10. — С. 150—159.
- Порівняльна типологія англійської та української мов: Навч. посібник. — Вінниця: Нова Книга, 2003. — 459 с.
- Купер Ф. Слідопит (роман, переклад Ілька Корунця з англійської мови). — Тернопіль: «Навчальна книга — Богдан», 2005. — 463 с.
- Нотатки до періодизації українських поетичних перекладів // Актуальні проблеми перекладознавства та навчання перекладу в мовному вузі: Міжнародна науково-практична конференція, 27—28 вересня 2006 р. — КНЛУ, 2006. — С. 100—104.
- Вступ до перекладознавства: Навч. посібник. — Вінниця: Нова Книга, 2008. — 515 с.
- Оскар Вайлд. Казки й оповідання. — Тернопіль, 2008.